# 香我美町山北
香我美町山北（かがみちょうやまきた）は、高知県香南市の町丁。郵便番号は781-5453。本項ではかつて同区域に存在した香美郡山北村（やまぎたむら）についても記す。

## 地理
香南市の北西部、山北川の中流域にあたる。西で野市町中ノ村・野市町本村・野市町東佐古・野市町、南で香我美町下分、東で香我美町口吉川、北で香美市土佐山田町逆川に接する。高知県道30号香北赤岡線が南西から北東を貫き、南部で高知県道232号山北野市線が直交。南端を高知県道230号稗地中村線、北端の尾根を高知県道385号香北野市線が掠める。北西に聞楽山がそびえる。

### 山岳
- 聞楽山

### 河川
- 山北川

## 歴史
- 幕末 - 香美郡山北村が存在。「旧高旧領取調帳」の記載によると高知藩領。
- 明治4年7月14日（1871年8月29日） - 廃藩置県により高知県の管轄となる。
- 1889年（明治22年）4月1日 - 町村制の施行により、近世以来の山北村が単独で自治体を形成。
- 1955年（昭和30年）4月1日 - 山北村が岸本町・徳王子村・山南村および東川村の一部（福方・山川・未延・末清・正延・別役・撫川）・西川村の一部（前川および口西川・中西川・奥西川の各一部）と合併して香我美町が発足。同町大字山北となる。
- 2006年（平成18年）3月1日 - 香我美町が赤岡町・野市町・夜須町・吉川村と合併して香南市が発足。同市香我美町山北となる。

## 交通

### バス
香南市営バス
- 岸本線
  - のいち駅 - みどり野一丁目 - 香我美支所前 - 徳王子公民館 - 岸本小学校前 - 香我美駅
- 西川線
  - のいち駅 - 野地東 - 山南通 - 香我美支所前 - 市場前 - 高畔 - 下山川公民館 - 別役
- 東川線
  - のいち駅 - 野地東 - 山南通 - 塚田団地 - 市場前 - 香我美支所前 - 下山川公民館 - 別役 - 奈良峠
- 堀ノ内循環線
  - のいち駅 - 野地東 - 山南通 - 塚田団地 - 市場前 - 香我美支所前 - たちばな団地 - 堀ノ内

### 道路
- 高知県道30号香北赤岡線
- 高知県道230号稗地中村線
- 高知県道232号山北野市線
- 高知県道385号香北野市線

## 施設
- 香南市立香我美中学校
- 香南市文化財センター
- 山北郵便局
- 貞岡神社
- 神母神社
- 鶴姫神社
- 恵日寺